# Štětí
Štětí (tjekkisk udtale: [ˈʃtʲɛtiː] ; tysk: Wegstädtl ) er en by i distriktet  Litoměřice i regionen Ústí nad Labem i Tjekkiet med  omkring 8.600 indbyggere.
Landsbyerne Brocno, Čakovice, Chcebuz, Hněvice, Počeplice, Radouň, Stračí, Újezd og Veselí er administrative dele af Štětí.

## Etymologi
Byens navn er afledt af det gamle tjekkiske ord ščetie, som var en betegnelse for de pæle, der blev drevet ned i det sumpede terræn som grundlag for den øvre konstruktion. Det tyske navn blev skabt af en forvanskning af det tjekkiske navn, hvor Weg betyder 'vej' og Städtl betyder 'lille by'.

## Geografi
Štětí ligger omkring 19 km  sydøst for Litoměřice og 38 km  nord for Prag.  Det højeste punkt er bakken Újezdský Špičák på 348 meter  over havets overflade. Byen ligger på højre bred af floden Elben. Den østlige del af kommunens område ligger i det beskyttede landskabsområde Kokořínsko – Máchův kraj.

## Historie
Den første skriftlige omtale af Štětí er fra 1312. I århundreder var det en del af Mělník, ejet først af bøhmiske dronninger og senere af forskellige adelige familier. Fra 1542 var godset ejet af Zdislav Berka af Dubá. Under hans styre, i 1549, blev Štětí forfremmet til en by. Under Trediveårskrigen blev byen plyndret flere gange. I 1654 var Štětí stadig etnisk tjekkisk, men i de følgende årtier kom tyske nybyggere til byen, som efterhånden blev overvejende etnisk tysk.
I løbet af det 18. århundrede blev byen ramt af forskellige katastrofer: troppernes passage, oversvømmelser, epidemier, afgrødesvigt og en stor brand i 1788. Det økonomiske boom indtraf i det 19. århundrede. Ud over landbrug og flodfiskeri var Štětí berømt for produktionen af strømper. I anden halvdel af 1800-tallet blev jernbanen bygget, og byen blev industrialiseret.

## Økonomi
Štětí er kendt som et industricenter. I byen er der den største papirfabrik i Tjekkiet. Papirfabrikken er en del af Mondi-koncernen.

## Transport
Štětí ligger på jernbanelinjerne fra Ústí nad Labem til Kolín og til Lysá nad Labem.

## Seværdigheder
Den mest betydningsfulde bygning er helgenerne Simon og Judas kirke. Oprindeligt blev den bygget i det 14. århundrede, men det blev ødelagt af en oversvømmelse i 1784 og genopbygget i 1785.
Kirken af Saints Peter og Paulus er Chcebuz' vartegn. Det blev bygget i barokstil i 1781-1784.